# Бомбардування Нового Саду

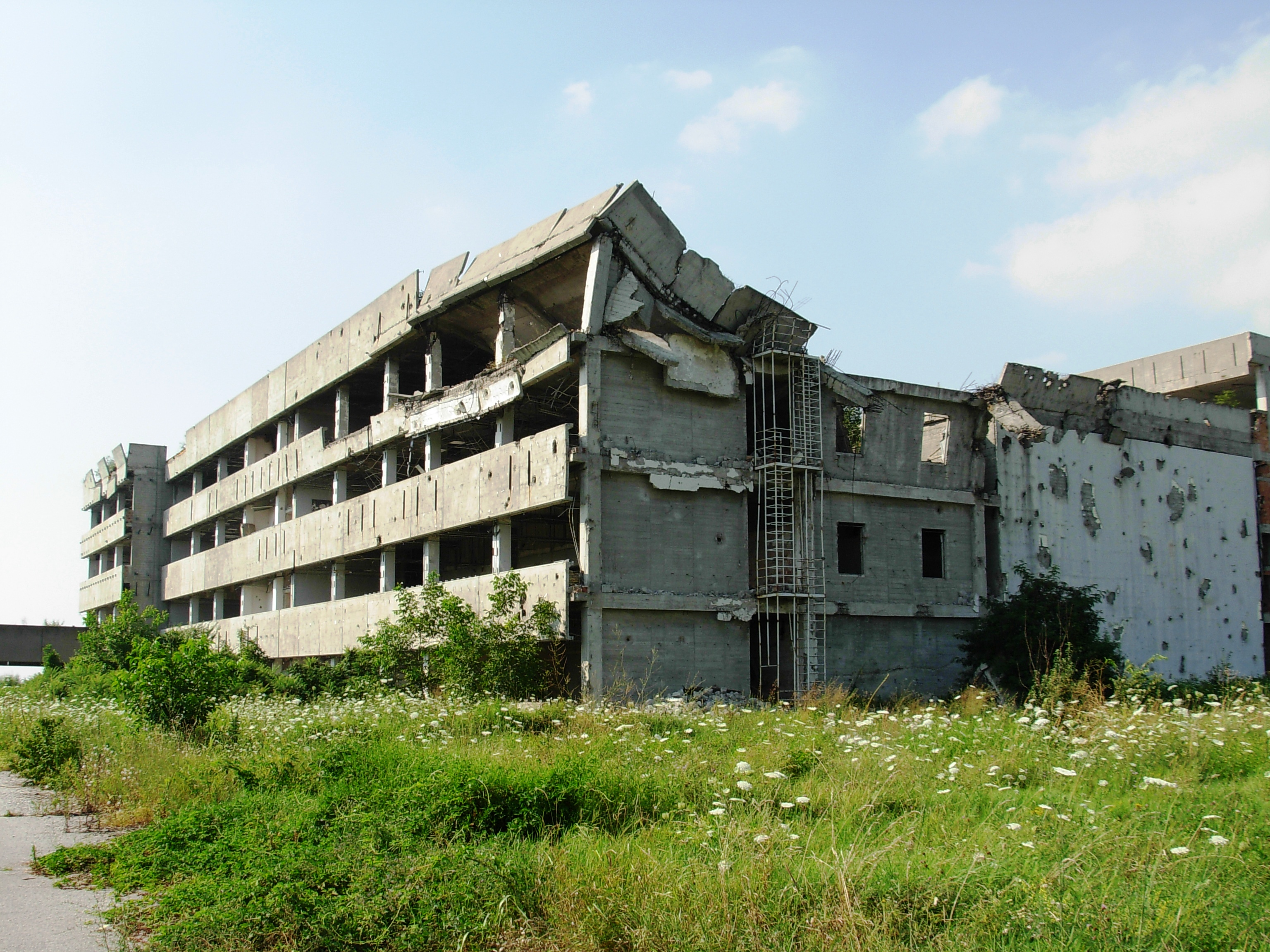
Будівля телецентру в районі Мішелук

У 1999 році під час військової операції в Югославії, друге за величиною югославське місто Новий Сад було одним з міст, які постраждали внаслідок багатократних бомбардувань. Відповідно до прес-релізів НАТО, авіаударам піддавались НПЗ, дороги, мости, телекомунікаційно-ретрансляційні станцій, та об'єкти які мали військове значення. Внаслідок бомбардування у великої частини жителів міста виникли проблеми зі здоров'ям, як фізичним так і психологічним, це було викликано як і екологічною катастрофою так і безперервним бомбардуванням міста.

## Хронологія бомбардувань

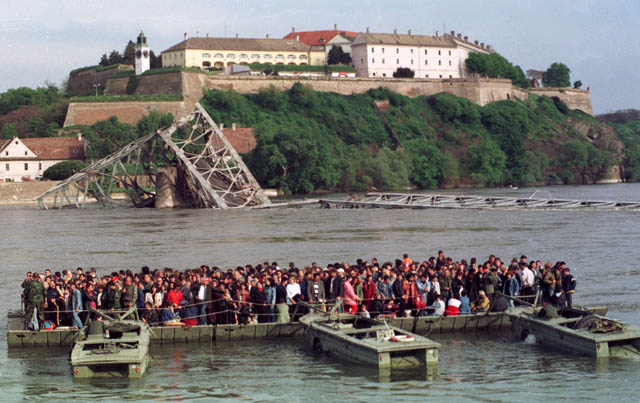
Усі мости в Новому Саду були зруйновані, місцеве населення перетинало Дунай на поромі.

- 24 березня: НАТО розбомбили склад поліцейського центру в промисловій зоні, а також завод «Motins».
- 1 квітня: старий Варадинський міст над Дунаєм був зруйнований внаслідок бомбардування НАТО.
- 3 квітня: Міст Свободи на Дунаї був зруйнований бомбами НАТО. Поранення отримали сім цивільних громадян. Після зруйнування моста, інститут серцево-судинних захворювань у Сремській Кам'яниці відімкнено від водопостачання.
- 5 квітня: НАТО бомбили нафтопереробний завод у промисловій зоні, а також пошкодили Жежельовий Міст на Дунаї.
- 7 квітня: НАТО бомбили нафтопереробний завод, а також житловий квартал Видовдансько Насельє, де було поранено четверо цивільних осіб і пошкоджені кілька будинків.
- 11 квітня: НАТО бомбили військовий об'єкт «Маєвіца» в Юговічево.
- 13 квітня: НАТО бомбили нафтоперегінний завод.
- 15 квітня: НАТО бомбили нафтопереробний завод і військовий об'єкт «Маєвіца» в Юговічево.
- 18 квітня: НАТО бомбили нафтопереробний завод, бомбардування викликало велику пожежу, тим самим завдало великого екологічного лиха. Будівля уряду автономної провінції Воєводина в центрі міста, також була пошкоджена внаслідок авіаударів НАТО.
- 21 квітня: НАТО бомбили нафтопереробний завод і Жежельовий Міст, а також міст біля села Бешка.

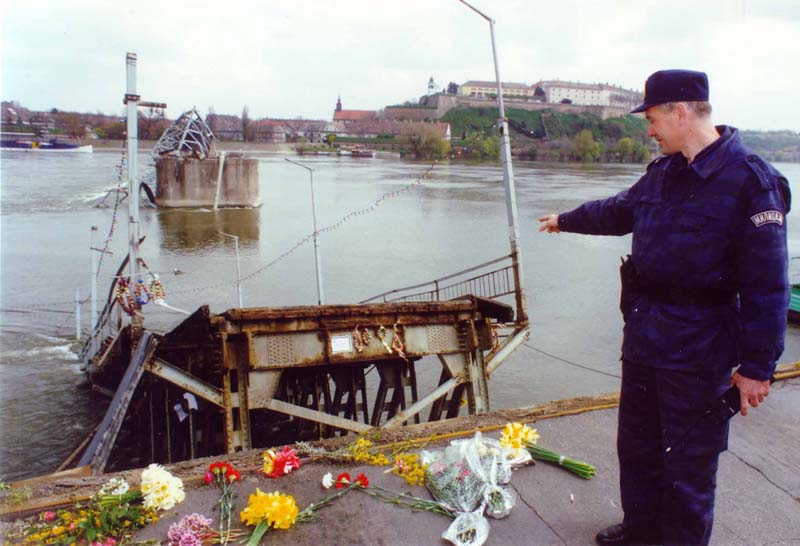
Зруйнований Варадинський міст

- 22 квітня: НАТО бомбили Жежельовий Міст на Дунаї.
- 23 квітня: НАТО розбомбили телеретрансляційні вишки у більшій частині регіонуNightwish — Wishmaster Новий Сад.
- 24 квітня: НАТО бомбили нафтопереробний завод, унаслідок пожежі утворилося велика хмара диму. Також бомбили Фрушка-Гора.
- 26 квітня: НАТО, нарешті, вдалося знищити Жежельовий Міст, останній міст в місті через Дунай.
- 27 квітня: НАТО бомбили нафтопереробний і Фрушка-Гора.
- 29 квітня: НАТО бомбили нафтопереробний і Фрушка-Гора.

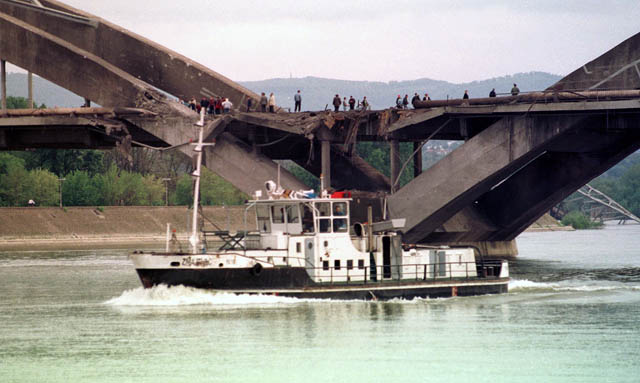
Жежельовий міст після попадання ракети

- 1 травня: НАТО бомбили нафтопереробний завод, хмара диму накрила місто на декілька днів. Також бомбили Фрушка-Гора.
- 2 травня: НАТО бомбили північні передмістя Новий Сад в результаті чого місто втратило водо- та електропостачання.
- 3 травня: НАТО бомбили північні передмістя, а також будівлю телебачення в районі Мішелук.
- 6 травня: НАТО бомбили військову об'єкт «Маєвіца» в Юговічево, а також житловий квартал Детелінара тим самим завдали значних пошкоджень будинкам, а також початковій школі «Світозар Маркович Тоза».
- 7 травня: НАТО бомбили Ірішкі Венац і Бранковац на Фрушка-Гора.
- 8 травня: НАТО бомбили військову об'єкт «Маєвіца» в Юговічево і Фрушка-Гора.
- 13 травня: НАТО бомбили будівлі телецентру в районі Мішелук. Від бомбардування було сильно пошкоджено сам телецентр, а також сусідні житлові будинки. Авіаударам піддались Фрушка-Гора, та бригади робочих з відновлення електропостачання в Римські Шанчеві тим самим місто залишилось знову без електрики.
- 15 травня: НАТО бомбили Бранковац на Фрушка-Гора.
- 18 травня: НАТО бомбили Фрушка-Гора.
- 20 травня: НАТО бомбили Фрушка-Гора.
- 22 травня: НАТО бомбили Фрушка-Гора, в тому числі і телевізійну вежу на Ірішкі Венац.
- 23 травня: НАТО бомбили Фрушка-Гора і електромережу в Римські Шанчеві.
- 24 травня: НАТО бомбили НПЗ пожежа якого викликала велику кількість диму, що покрила пів міста. Також бомбили Фрушка-Гора.
- 26 травня: НАТО бомбили будівлі телецентру в Мішелук, а також Дунавскі Кей недалеко від центру міста. Парагово, Ірішкі Венац на Фрушка-Гора і невеликий барак в Буковац.

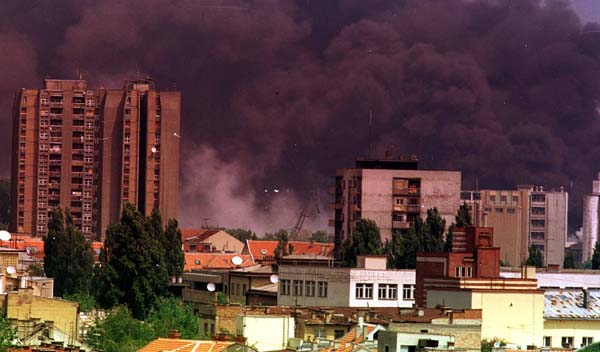
Дим над Новим Садом від пожежі на НПЗ

- 29 травня: НАТО бомбили будівлі телецентру, а також житловий квартал Рібняк де двоє цивільних осіб були важко поранені.
- 30 травня: НАТО бомбили житловий район в Сремська Кам'яниця поблизу лікарні, внаслідок чого одна дитина був важко поранена і два будинки були зруйновані. Житловий район Рібняк, будівлі телецентру, тунель поруч з раніше зруйнованим мостом Свободи, дорогу біля входу в Сремська Кам'яниця, частини Фрушка-Гора між Парагово і Кружедол, а також північна околиці Нового Саду піддались масовому бомбардуванню.
- 31 травня: НАТО бомбили електромережі поблизу Римські Шанчеві тим самим відключили водопостачання та електрику в місті. Бомбардування Фрушка-Гора.
- 1 червня: НАТО бомбили селища Ченей та Пеєчеві Салаши, а також Фрушка-Гора.
- 2 червня: НАТО бомбили Фрушка-Гора.
- 4 червня: НАТО бомбили Бранковац і Чот на Фрушка Гора.
- 8 червня і 9 червня: НАТО бомбили нафтоперегінний завод, унаслідок чого один цивільний загинув, а ще двоє та одна дитина були важко поранені. Також бомбили житловий квартал Шангай, де один цивільний загинув і ще кілька осіб були поранені, також були зруйновано декілька житлових будинків.

## Наслідки

### Прямий вплив

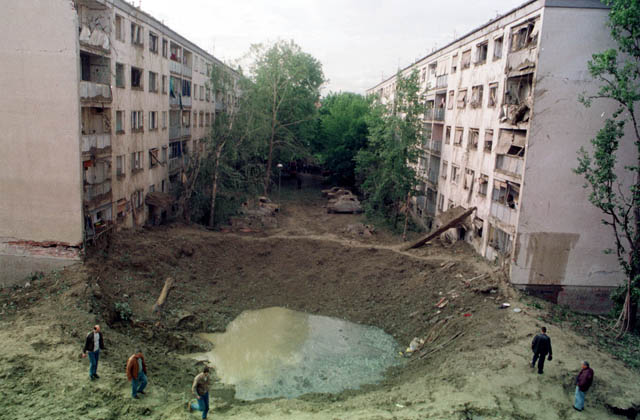
Одна з ракет НАТО потрапила між двома будинками

Бомбардування міста викликало велику кількість жертв та травм серед цивільного населення. Ті мешканці міста які не отримали серйозних травм чи інших фізичних ушкоджень, все одно страждали від наслідків бомбардування, викликаних екологічним лихом, а також травми психічного здоров'я, викликаних майже постійними авіаударам протягом трьох місяців. У зв'язку з нападами НАТО, багато жителів міста Новий Сад залишилися без роботи.
Примітно, НАТО не змогли дати «ефективне завчасне оповіщення» про напади, які попереджають цивільних осіб про загрозу, відповідно до вимог Протоколу I. Одна з таких атак була здійснена по будівлях Міністерства освіти в Новому Саді, приміщення якого введені в соціальні програми захисту.

### Вплив на населення
Цивільне населення з Нового Саду сильно постраждало від бомбардувань у їхньому місті. Житлові райони кілька разів бомбили касетними бомбами, під час бомбардування НПЗ, місто накривало хмарою диму, що призвело до сильного забруднення і широкого екологічного збитку.

### Вплив на інфраструктуру

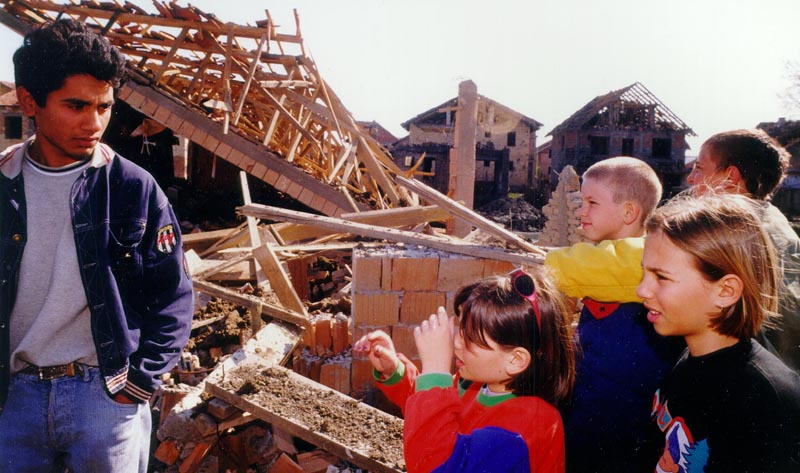
Зруйновані житлові будинки

Бомбардування НАТО залишили місто без всіх трьох мостів над Дунаєм, також люди були позбавлені комунікацій, води і електрики, що серйозно перешкоджало повсякденному житті мешканців міста Новий Сад. Станом на 2014 рік в місті відбудовано два мости для автомобільного транспорту та один залізничний міст. Деякі житлові райони були частково зруйновані внаслідок бомбардування касетними бомбами.
Водопостачання (включаючи питну воду) для деяких частин міста було відключене в результаті бомбардувань. Одна атака відрізала водопостачання для 40000 чоловік у Петроварадин, і серйозно порушила водопостачання для 300 000 чоловік в Новому Саді. Повне водопостачання було відновлене тільки після двох років, частково у зв'язку з фінансуванням Великої Британії, однієї з країн, які направляли літаки бомбити місто в 1999 році.

### Вплив на навколишнє середовище

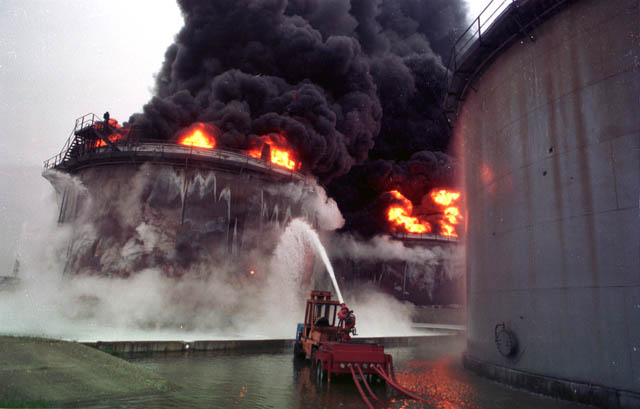
Пожежа на НПЗ

Бомбардування міста Новий Сад має шкідливі наслідки для навколишнього середовища. Дослідження Організації Об'єднаних Націй виявили, серйозні екологічні проблеми, «що вимагають негайних дій», деякі з яких викликані від бомбардувань. Бомбардування міста Новий Сад, а саме НПЗ викликали пожежі які спалили 50 тисяч тонн сирої нафти, відправивши токсини і канцерогени в повітря та підземні води. Дослідження БЦГ(Балканська Цільова Група) ускладнювалося сильним забрудненням, яке існувало до вибухів на НПЗ, дослідницька група зазначила, що «руйнування НПЗ можливо навіть призвели до місцевих поліпшень у водному середовищі, у зв'язку з можливим зниженням хронічного забруднювача».
Після відбору всіх зразків в межах Нового Саду (Місія Дунай) дані були узагальнені, «на основі польових спостережень і результатів аналізу проб, БЦГ прийшло до висновку, що не має доказів істотного негативного впливу на водне середовище Дунаю в результаті авіаударів по НПЗ. Вважається, що більшість масел і нафтопродуктів, були спалені і велика кількість нафтопродуктів не потрапила в річку».
Дослідження БЦГ також виявили, що до ударів з повітря, місцеві технічні фахівці допомогли мінімізувати потенційні шкідливі наслідки по «видаленню нафтопродуктів, які можуть бути шкідливими для здоров'я людини в разі їх розливу або спалені, таких як трансформаторне масло, що містить ПХБ. Зусилля також були задіяні для того, щоб переробити якомога більше сирої нафти, проміжних продуктів і добавок, а кінцеві продукти відправити в інші місця. Де бензин змішували з маслом, для заправки танків та інших важливих потреб, а не так щоб нафта текла в ґрунт і ґрунтові води».
Місцеві вчені також вивчали вплив бомбардування. «НАТО не використовувати хімічну зброю під час бомбардування», сказав доктор Зорька Викміровіч, провідний місцевий фізик, « Але бомбардування, побічно, викликало наслідки як від використання хімічної зброї. Викиди стількох шкідливих речовин, основних забруднювачів повітря і канцерогенів в безпосередній близькості до великих містах, таких як Белград і Ніш, очевидно, це навмисна дія відносно цивільного населення».
Лише 2003 року, річка Дунай була повністю очищена в межах міста. Знадобилось чотири роки роботи в Дунайській комісії, щоб видалити уламки підірваних мостів і боєприпасів. Розчищення сміття не тільки важливо для Нового Саду, а для європейських держав (Угорщина і Румунія), які економічно постраждали від блокади річкових перевезень до Чорного моря, через бомбардування.

## Погляди відповідних сторін
Бомбардування розглядається багатьма як військовий злочин.
Жителі Нового Саду відзначають деяку іронію в тому, що Новий Сад був мішенню НАТО тому, що під час бомбардування місто перебувало під владою місцевої демократичної опозиції, яка була проти режиму в Белграді . Тому мешканці Нового Саду не змогли зрозуміти, чому вони повинні були заплатити настільки велику ціну за події в Косові, до яких вони не мали стосунку.
Через рік після бомбардування генеральний секретар НАТО Джордж Робертсон, стверджував, що НАТО зіткнулися з ускладненнями від югославського військового використання цивільних будівель і живих щитів. Офіційні представники НАТО «висловили глибокий жаль з приводу будь-яких жертв серед цивільного населення». НАТО стверджує, що бомбардування об'єктів, таких, як мости, були спрямовані на зменшення переміщення югославської армії.